# 에비아섬
에비아(현대 그리스어: Εύβοια) 또는 에우보이아(고대 그리스어: Εὔβοια)는 그리스 에게해에서 인구나 면적에서 크레타 다음으로 2위를 차지하는 섬이다. 이 섬은 매우 좁은 에우리포스 해협으로 그리스 본토와 분리되어 있다. 일반적으로 이 섬의 모양은 길고 좁은 모양으로, 해마 모양이다. 길이는 약 150km이고, 폭은 50km에서 6km에 사이이다. 대체로 북서쪽에서 남동쪽으로 뻗어 있으며, 긴 섬을 따라 산맥이 있다. 섬 남쪽에는 안드로스와 티노스, 미코노스섬이 있다.